# 1762
Évszázadok: 17. század – 18. század – 19. század
Évtizedek: 1710-es évek – 1720-as évek – 1730-as évek – 1740-es évek – 1750-es évek – 1760-as évek – 1770-es évek – 1780-as évek – 1790-es évek – 1800-as évek – 1810-es évek
Évek: 1757 – 1758 – 1759 – 1760 –  1761 – 1762 – 1763 – 1764 – 1765 – 1766 – 1767

## Események

### Határozott dátumú események
- május 5. – III. Péter orosz cár békét köt Poroszországgal.[1]
- június 19. – III. Péter orosz cár szövetséget köt Poroszországgal.[1]
- június 28. (Julián naptár szerint június 9.) – Palotaforradalom megbuktatja III. Péter orosz cárt.[2]
- július 21. – A burkersdorfi csatában a porosz csapatok legyőzik az osztrákokat, akik ezt követően végleg kivonulnak Sziléziuából.[1]
- október 5. – Bemutatják Christoph Willibald Gluck Orfeusz és Euridiké című operáját.[3]

### Határozatlan dátumú események
- Mária Terézia magyar királynő a vármegyei főorvosok kötelességévé teszi, hogy a körzetükbe tartozó ásvány- és gyógyvizeket megvizsgálják, s azokról jelentést adjanak le.[4]
- Megjelenik Jean-Jacques Rousseau A társadalmi szerződés[5] és Emil vagy a nevelésről[6] című műve.
- Paiszij Hilendarszki(wd) bolgár szerzetes befejezi Isztorija szlavjanobolgarszkaja [Szláv-bolgár történelem] című művét.[7]

## Születések
- március 10. – Jeremias Benjamin Richter német kémikus († 1807)
- március 30. – Pethe Ferenc, újságíró, gazdasági szakíró († 1832)
- április 13. – Hermenegildo Galeana, mexikói függetlenségi harcos († 1814)
- április 29. – Jean-Baptiste Jourdan, gróf, francia marsall († 1833)
- május 19. – Johann Gottlieb Fichte, német filozófus († 1814)
- szeptember 20. – Pierre François Léonard Fontaine, francia klasszicista építész és szobrász († 1853)
- december 2. – Festetics Imre, magyar főúr, genetikus († 1847)

## Halálozások
- április 7. – Pietro Guarneri, olasz hangszerkészítő (* 1695)
- szeptember 2. – Paul Troger, osztrák rokokó festő (* 1698)
- szeptember 17. – Francesco Geminiani, olasz zeneszerző, hegedűművész és zeneíró (* 1687)
- szeptember 18. – Sárkány Dávid, református lelkész, a Sárospataki Református Kollégium tanára (* 1700)